# Landari del Friul
Landari o Landar (fallecido en c. 684) fue un noble lombardo duque del Friul desde la muerte del anterior duque, Vectari en 678 hasta la suya, que sería antes de 694. 

## Biografía
Pablo el Diácono en su obra, Historia gentis Langobardorum, menciona únicamente a Landari en la sucesión de los duques del Friul, indicando que "Después de Vectari, Landari fue duque, y después de su muerte llegó Rodoaldo".